# Stenophryneta variegata
Stenophryneta variegata – gatunek chrząszcza z rodziny kózkowatych i podrodziny zgrzypikowych. Jedyny przedstawiciel rodzaju Stenophryneta.

## Zasięg występowania
Gatunek ten występuje w Afryce.